# Bergführermuseum
Das Bergführermuseum in St. Niklaus (walliserdeutsch: Zaniglas) im Schweizer Kanton Wallis führt ein in die Zeit der Alpin- und insbesondere der Zaniglaser Bergführerpioniere, die vor allem über die ersten zwei Generationen hinweg weltweit das Bergführerwesen massgeblich prägten. Die Bergführer von St. Niklaus haben weltweit über 300 Erstbesteigungen vollbracht. Keine andere Gemeinde im Alpenraum hat so viele grosse Bergführer hervorgebracht wie St. Niklaus im Mattertal, das sich zum Zentrum des Bergführerwesens entwickelte.

## Gebäude: Meierturm von St. Niklaus (Zaniglas)

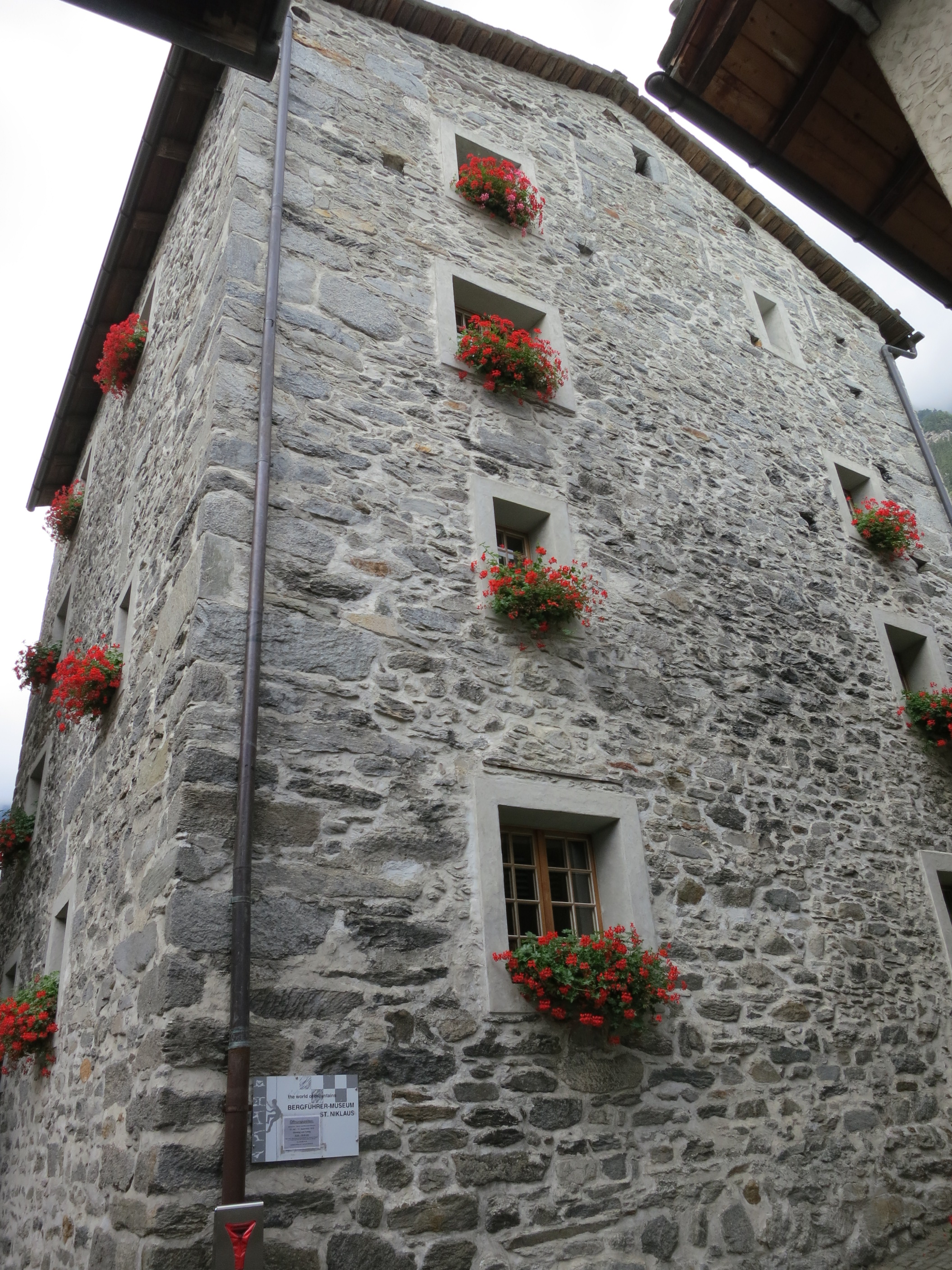
Bergführermuseum im historischen Meierturm in St. Niklaus Dorf. Ansicht Nord- (rechts) und Ostseite des Meierturms.

Der Meierturm war Amts- und Wohnsitz des Meiers. 700 nach Christi Geburt entstand der Grossgrundbesitz mit genau festgelegten Rechten und Pflichten. Dafür wurde der Meier vom Bischof von Sitten als Verwalter eingesetzt.
Ende des 13. Jahrhunderts wurde der heute noch existierende Meierturm in St. Niklaus Dorf erbaut; er hatte damals noch drei Stockwerke und ein Pyramidendach. Anhand eingehender archäologischer Analysen, die 1986–1987 durchgeführt wurden, konnte das genaue Alter bestimmt werden. Die dendrochronologische Untersuchung am Mittelträger der Kellerdecke ergab die Jahreszahl 1273. Der alte Steinturm ist das älteste noch erhaltene Gebäude im Mattertal, vermutlich der ganzen Region.
Um 1690 wurde der typische Wehrturm mit fünf Geschossen und mit einer neuen Treppe versehen, welche heute noch bestehen. Das Pyramidendach wurde dabei in ein Satteldach umgebaut. Nach dem Untergang der Walliser Zehndendemokratie Ende des 18. Jahrhunderts ging der Turm in Privatbesitz über und diente ausschliesslich Wohnzwecken.
1971 wurde der Turm durch die Gemeinde St. Niklaus erworben. 1974 wurde der Meierturm unter den staatlich geschützten Denkmälern eingereiht. In den Jahren 1986–1996 wurde er mit Unterstützung des Staates, der Gemeinde, der Stiftung «Pro Nikolai» und der «Scintilla AG» vollständig renoviert. Im November 1996 wurden die Räumlichkeiten wieder der Öffentlichkeit zugänglich gemacht. Zur Heimattagung am 10. Juni 2000 erfolgte die Einweihung des ersten Bergführermuseums.

## Geschichte: Das Projekt «Zaniglaser Bergführerwesen»
Das steinerne, 3,70 Meter hohe Bergführerdenkmal, das sich auf dem Kirchplatz von St. Niklaus Dorf befindet, konnte am 4. Juni 1995 eingeweiht werden. Auf Bronzetafeln sind die Namen aller verstorbenen Zaniglaser Bergführer mit Geburts- und Todesdatum aufgeführt, die periodisch nachgeführt werden und die auf den zwei mächtigen Augengneissteinen ausgehängt sind.
Am 10. Juni 2000 wurde das weltweit erste Bergführermuseum in St. Niklaus Dorf der Öffentlichkeit zugänglich gemacht, das auf den insgesamt fünf Etagen des Meierturms eingerichtet wurde.

## Räume
Das gestalterische Grundkonzept des Bergführermuseums präsentiert einerseits auf allen fünf Stockwerken bzw. in allen Lokalitäten inklusive Stiegenhaus des Meierturms die Leistungen der Bergführerpioniere mit den Utensilien aus Vergangenheit und Gegenwart und lässt andererseits die Räume multifunktional nutzen, wobei im «Burgerkeller» auch Gäste empfangen werden und in der «Burgerstube» kleinere Veranstaltungen und Versammlungen stattfinden. Zudem nutzen die Ortsgruppe St. Niklaus der Sektion Monte Rosa des Schweizer Alpen-Clubs und der Friedensrichter den ersten Stock, die Stiftung «Pro Nikolai» den dritten Stock. Der Meierturm, der vom Keller über die vier Stockwerke Räume mit verschiedenen Funktionen aufweist, wird mit dieser einmaligen Museumsgestaltung «zusammengehalten».
Beim Betreten des Bergführmuseums werden die Besucher akustisch begrüsst: In vier Minuten auf 4000 Meter. Dabei kann man die verschiedensten Abschnitte einer Bergbesteigung miterleben: die Geräusche wie Marschieren auf Wegen und Geröll, den Einstieg in den Fels, das Einschlagen von Haken, Traversieren von Eis und Schnee, Wind und Kälte, dazwischen Rufe einer Bergdohle sowie die physische Anstrengung bis zum Erreichen des Gipfels.
Das Bergführermuseum im historischen Meierturm in St. Niklaus Dorf zeigt insbesondere die Biografien der grossen Bergführerfamilien der Lochmatter, Knubel, Pollinger, Imboden usw. und illustriert herausragende Beispiele von Erstbegehungen dieser Pioniere:
- Erstbesteigung des Viereselsgrats der Dent Blanche durch Alois Pollinger
- Erstbesteigung der Südwand des Täschhorns durch Josef Lochmatter
- Erstbesteigung der Eiger-Nordwand über die Lauper-Route durch Josef Knubel
- Erstbesteigung des Elbrus durch Peter Knubel
- Erstbesteigungen der Aiguilles Rouges von Chamonix

### Burgerkeller (Untergeschoss)
- Die Pfarrei St. Niklaus: Der St. Niklauser Pfarrer Josef Tantignoni war 1853 Erstbesteiger des Brunegghorns
- Die Gemeinde St. Niklaus: Der St. Niklauser Bergführer Ambros Imboden war von 1897 bis 1898 Gemeindepräsident, der St. Niklauser Bergführer Josef Imboden von 1901 bis 1904
- Der Meierturm: Das ältestes Gebäude des Mattertals, vgl. oben «Gebäude: Meierturm von St. Niklaus (Zaniglas)»

### Burgerstube (Parterre)
- Anhand zweier Tafeln zum Thema Kunst und Alpinismus wird die Verbindung der St. Niklauser Bergführer zu zeitgenössischen Malern gezeigt (Edward Whymper, Edward Theodore Compton, Albert und François Gos sowie Arthur Hiltmann, der mit der St. Niklauserin Adelheid Fux des Rudolf verheiratet war).
- Zudem sind hier auch Bergführerbücher der St. Niklauser Bergführer und weitergehende alpine Literatur zu finden.

### Erster Stock
- Entwicklung des Bergführerberufes im Wallis
- Bergführervereine
- Winteralpinismus

### Zweiter Stock
- Lebensgrosse Figuren zeigen aus drei Epochen Kleidung und Ausrüstung der Bergführer.
- Wichtige alpine Objekte der Bergführer und von Alpinisten sind in Vitrinen präsentiert. Diese Vitrinen in der Form von verschiedenen Bergkristallen wurden speziell für das Bergführermuseum entworfen und hergestellt.
- Hierzu können Besucher auch eine Auswahl der schönsten Mineralienfunde des Mattertales sehen. Diese umfassen hauptsächlich Granat, Vesuvian, Diopsid, Epidot und Quarz, daneben ungewohntere Arten wie Perowskit, Natrolith, Edelserpentin und Klinochlor.
- Ein dreidimensionales Modell des Weisshorns wurde im Massstab 1:625 für das Bergführermuseum gefertigt. (Das Weisshorn wird als einer der schönsten Berge des Mattertals angesehen und ist besonders beliebt bei den Alpinisten.)
- Auf zwei Computerstationen kann man sich durch ein Multimediaprogramm navigieren, das speziell für das Bergführermuseum entwickelt wurde.

Darin gibt es den 3D-Geländeteil: In einem interaktiven, virtuellen Landschaftsmodell bewegt man sich frei zwischen den Bergen des Mattertals oder man wählt eines der vorgeschlagenen Panoramen. Verknüpft mit der Liste der Erstbesteigungen gelangt man zu den ortsrelevanten Informationen. Dieser Programmteil ist ein Novum und konnte nur in der Zusammenarbeit mit Spezialisten des Instituts für Kartographie der ETH Zürich und dem Bundesamt für Landestopographie erstellt werden. Dabei integriert die Multimedia-Produktion des Bergführermuseums den Panoramateil des Moduls «3D-Topografie» des Instituts für Kartographie, wobei den Panoramaansichten Hyperlinks unterlegt wurden, welche die Navigation zwischen 3D- und 2D-Teil sicherstellen.

### Dritter Stock
- «Wie die St. Niklauser Bergführer lebten und wohnten».